# Jovem Pan FM Itajaí
Jovem Pan FM Itajaí (também referida como Jovem Pan FM Itajaí & Camboriú) é uma emissora de rádio brasileira com sede em Itajaí, Santa Catarina e com foco em Balneário Camboriú. É afiliada à Jovem Pan FM e opera na frequência 94.1 MHz. 
A emissora pertence a um grupo de comunicação da qual pertence a Trans99FM. As duas emissoras chegaram até a exibir, em cadeia o programa Balada Burn. Sendo de propriedade do empresário Honorato Salvatti e nos últimos anos dirigidas por Evandro Neiva as rádios alcançaram o primeiro lugar absoluto na região norte de Santa Catarina.
A Jovem Pan FM Itajaí & Camboriú tem cobertura pra mais de 50 cidades do litoral catarinense e Vale do Itajaí.
Em 2008 os equipamentos da Jovem Pan FM Itajaí foram danificados devido às enchentes da região.
Em 2015, a 94.1 MHz recebeu melhorias técnicas, diminuindo áreas de sombras entre Itajaí, Balneário Camboriú e Brusque. A mudança ocorreu após a emissora mudar da classe A1 e passar o operar como E3.
A Jovem Pan FM Itajaí & Camboriú, é conhecida também pela sua programação local de música eletrônica, que vão ao ar nos horários de maior audiência do rádio de segunda a sexta, pelos programas: Só As Melhores, as 18h; Sunset, as 19h; Na Balada (Local), das 21h as 23h. Recente, houve a estréia de um novo programa local na grade de programação, o GreenValley Sounds, que ia ao ar todos os sábados as 17h, antes Uma Atrás da Outra, mas algumas semanas depois o programa foi retirado.